# Killala
Killala (iriska: Cill Ala) är en ort i republiken Irland.   Den ligger i grevskapet Maigh Eo och provinsen Connacht, i den nordvästra delen av landet, 220 km väster om huvudstaden Dublin. Killala ligger 11 meter över havet och antalet invånare är 574.
Terrängen runt Killala är platt. Havet är nära Killala åt nordost. Runt Killala är det ganska glesbefolkat, med 43 invånare per kvadratkilometer. Närmaste större samhälle är Ballina, 11,1 km söder om Killala. Trakten runt Killala består i huvudsak av gräsmarker.